# 여인선
여인선(1990년 10월 19일 ~ )은 대한민국의 앵커, 기자이다.

## 학력
- 대일외국어고등학교 프랑스어과 졸업
- 성균관대학교 영어영문학과 졸업
- 연세대학교 언론홍보대학원 저널리즘뉴미디어

## 경력
- 채널A 기자
- 채널A 사회부 기자
- 채널A 법조팀 기자
- 2016년 채널A 앵커
- 채널A 뉴스이노베이션팀 기자
- 채널A 정치부 기자
- 채널A 경제산업부 기자

## 수상
- 2017년: 서울지방변호사회 2016년 법조언론인상

## 진행 프로그램
- 이슈 투데이 (2016년 10월 3일 ~ 2017년 9월 15일)
- 뉴스A (2017년 9월 18일 ~ 2022년 12월 30일)

## 웹사이트
- 여인선 - 인스타그램